# كيويكس
برنامج كيويكس (بالإنجليزية: Kiwix)‏ هو برمجية حرة مفتوحة المصدر لقراءة وتصفح محتوى الويب، موجه خاصةً لتصفح ويكيبيديا دون الحاجة لاتصال بشبكة الإنترنت. اخترع الفكرة إيمانويل إنغلهارت ورينو غودان عام 2007.
انطلقت الفكرة مع ويكيبيديا لكنها تطورت لتشمل مشاريع أخرى من مؤسسة ويكيميديا مثل ويكاموس وويكي مصدر وويكي الاقتباس وويكي الأخبار والنصوص مفتوحة المصدر من مشروع غوتنبرغ ومواقع ستاك إكستشينج وغيرها. أصبح كيويكس موجوداً بأكثر من 100 لغة.
شاركت كيويكس في العديد من المشاريع البارزة، مثل تحدي غوغل للتأثير و منظمة مكتبات بلا حدود [الإنجليزية].

## نبذة تاريخية
يرى إيمانويل إنغلهارت -مخترع كيويكس- ويكيبيديا أنها جمعية صالح عام، بقوله: 
اهتم إنغلهارت بتطوير نسخ غير متصلة بالشبكة من ويكيبيديا، بعد أن أصبح محررًا في ويكيبيديا العربية عام 2004. أُطلق مشروع لإضافة ويكيبيديا على أقراص مضغوطة عام 2003، وهو كان إلهام هذه الفكرة.
تلقت كيويكس منحة من ويكيميديا فرنسا عام 2012 لتطوير ما يدعى بقابس كيويكس (بالإنجليزية: Kiwix-plug)‏. نُشر قابس كيويكس في جامعات إحدى عشر دولة وعُرف المشروع باسم مشروع أفريبيديا. فازت كيويكس بجائزة سورس فورج لمشروع الشهر وجائزة المصدر المفتوح عام 2015.

## تحميل البرنامج وقاعدة بيانات الموسوعة
يمكنك تحميل البرنامج وقاعدة بيانات الموسوعة من هنا.
حيث حجم البرنامج 20 ميجا بايت.
حجم ويكيبيديا العربية 3.5 جيجا بايت بالصور في الصفحة (متوفر تحميل مباشر وتورنت).
حجم الموسوعة الإنجليزية 23 جيجا بايت بدون صور لحجمها الكبير (متوفر تحميل مباشر وتورنت).

## مميزات البرنامج
1- يتيح البحث (مع إعطاء الاقتراحات) وتصفح موسوعة ويكيبيديا دون الحاجة لاتصال بالإنترنت.
2- يعمل على أغلب نظم التشغيل ويندوز وماك ولينكس.
3- يتيح حفظ المقالات على صيغة ملف إنترنت وكصيغة أدوبي pdf.

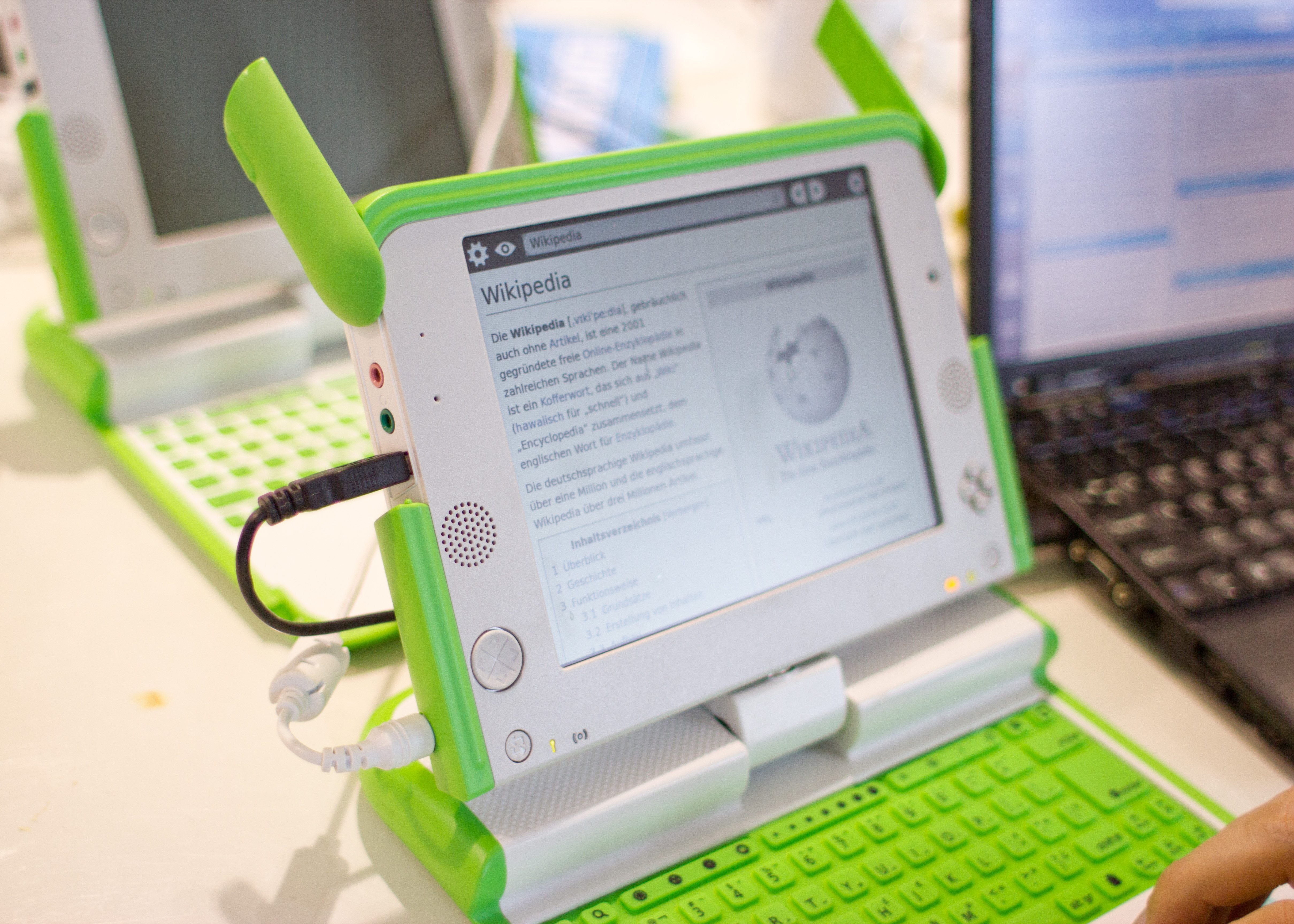
إمكانية تصفح ويكيبيديا على حاسب فقير الامكانيات باستخدام كيويكس

## اطرح رأيك
إذا كان لديك أي اقتراحات أو أسئلة أو تعليقات إيجابية. رجاء سردها في صفحة النقاش.

## الدعم والأبلاغ عن الأخطاء وطلب الميزات الجديدة
يرجي الإبلاغ عن الأخطاء والميزات المطلوبة لبرنامج كيويكس عن طريق إرسالها باللغة الإنجليزية إلى هنا.

## مشاريع أخرى ذات علاقة
- ويكيبيديا مولان: : مشروع منافس لكن لم يعد نشط منذ 2011.

## وصلات خارجية
- كيويكس على موقع Open Hub (الإنجليزية)
- كيويكس على موقع Free Software Directory (الإنجليزية)
- كيويكس على موقع SourceForge (الإنجليزية)
- الموقع الرسمي لكيويكس بالعربية
- تحميل النسخة على آي أو إس